# Nuova via della seta
     Cina
     Membri della Banca Asiatica d'Investimento per le Infrastrutture
     I sei corridoi della Nuova Via della Seta
     Via della Seta marittima

Cina
Membri della Banca Asiatica d'Investimento per le Infrastrutture
I sei corridoi della Nuova Via della Seta
Via della Seta marittima

Paesi che hanno firmato documenti di cooperazione relativi alla Belt and Road Initiative

La Nuova via della seta (in cinese comunemente: 一带一路S, yī dài yī lùP, una cintura una via) è un'iniziativa strategica della Repubblica Popolare Cinese per il miglioramento dei suoi collegamenti commerciali con i paesi nell'Eurasia. Comprende le direttrici terrestri della "zona economica della via della seta" e la "via della seta marittima del XXI secolo" (in cinese: 丝绸之路经济带和21世纪海上丝绸之路S, Sīchóu zhī lù jīngjìdài hé èrshíyī shìjì hǎishàng sīchóu zhī lùP). Anche nota in inglese come BRI, Belt and Road Initiative o OBOR, One belt One road, "una cintura una via".
Le aree interessate sono la Cina, l’Asia centrale, l’Asia settentrionale, l’Asia occidentale e i paesi e le regioni lungo l’Oceano Indiano e il Mediterraneo.
Partendo dallo sviluppo delle infrastrutture di trasporto e logistica, la strategia cinese mira a espandere il suo commercio, favorendo i flussi di investimenti internazionali e aumentando gli sbocchi commerciali per le produzioni cinesi. L'iniziativa di un piano organico per i collegamenti terrestri fu annunciata dal presidente cinese Xi Jinping a settembre del 2013, e la via marittima a ottobre dello stesso anno, contestualmente alla proposta di costituire la Banca Asiatica d'Investimento per le Infrastrutture (AIIB), dotata di un capitale di 100 miliardi di dollari USA, di cui la Cina sarebbe il principale socio, con un impegno pari a 29,8 miliardi e gli altri paesi asiatici (tra cui l'India e la Russia) e dell'Oceania avrebbero altri 45 miliardi (l'Italia si era impegnata a sottoscrivere una quota di 2,5 miliardi).
La Nuova via della seta è stata oggetto di forti critiche da parti dei paesi non partecipanti. In risposta all'iniziativa, infatti, gli Stati Uniti, il Giappone e l'Australia hanno dato vita al Blue Dot Network nel 2019, seguito dalla "Build Back Better World initiative" del G7 nel 2021.

## Investimenti infrastrutturali
La Nuova via della seta attraversa tutto il continente eurasiatico collegando Cina e Spagna: Con le infrastrutture esistenti sono già stati inaugurati collegamenti merci diretti fino a Berlino e Madrid, ma è allo studio anche la possibilità di una linea passeggeri ad alta velocità. Il collegamento più veloce via treno merci tra Germania e Cina, inaugurato nel 2021, congiunge la città di Wuwei, nella provincia di Gansu, ad Amburgo, in Germania in 13 giorni. Attraversando Russia, Bielorussia e Polonia.
La Via Marittima costeggia tutta l'Asia Orientale e Meridionale, arrivando fino al Mar Mediterraneo attraverso il canale di Suez. L’Italia sarebbe direttamente coinvolta nel progetto, offrendo il secondo porto del Mediterraneo, Palermo, dopo il porto del Pireo, e Trieste (nel quale la Cina partecipa direttamente tramite COSCO) prima del transito delle merci verso il Nord Europa. La Germania partecipa principalmente attraverso il porto di Amburgo, in cui il governo Scholz ha autorizzato l'entrata al 30% nella proprietà di un terminal container della società cinese COSCO.
Le proposte avanzate da Paolo Gentiloni, presidente del Consiglio dei Ministri al tempo, durante l'OBOR Summit del 2017 (The Belt and Road Forum for International Cooperation) a Pechino, sono i porti delle città di Venezia, Trieste e Genova. A livello aggregato, i porti del Mediterraneo rappresenterebbero dei terminali importanti per il ramo marittimo della Nuova via della seta, che la Cina si ripropone di tenere ben distinto dalla piattaforma terrestre, intesa come la somma di una serie di "ponti terrestri" autostradali o ferroviari destinati a svolgere il ruolo di rotte commerciali e tratti d'incontro tra i Paesi interessati, tra cui spiccano il China-Pakistan Economic Corridor (CPEC) e il New Eurasian Land Bridge progettato per Cina e Germania attraverso Russia e Kazakistan.
La AIIB raccoglierebbe gli investimenti necessari al miglioramento delle infrastrutture ferroviarie e portuali, complessivamente stimati in 1 800 miliardi di dollari in dieci anni. Nel quadro dell'iniziativa della Nuova via della seta la Cina sta promuovendo investimenti diretti, anche in ambiti non direttamente collegati alla logistica. A questo scopo, nel novembre 2014 ha creato anche un Fondo per la Via della Seta (Silk Road Fund), dotandolo di 40 miliardi di dollari USA.
Secondo alcuni studi, OBOR coinvolgerebbe fino a 68 nazioni: più della metà della popolazione mondiale, tre quarti delle riserve energetiche e un terzo del prodotto interno lordo globale, rappresenterebbe il più grande progetto di investimento mai compiuto prima, superando, al netto dell'inflazione odierna, di almeno 12 volte l'European Recovery Program, ovvero il celebre Piano Marshall.

## Impatto economico e geopolitico
Molto dibattuta è l'idea secondo cui la BRI rappresenterebbe una sfida aperta alla globalizzazione di matrice statunitense: se alcuni studiosi ritengono le "vie della seta" funzionali all'autonomia strategica di Pechino dalla superiorità geopolitica di Washington, altri rilevano che la Cina inserisce la BRI nel contesto del sistema di libero mercato garantito proprio dalla globalizzazione.
La Nuova via della seta è un progetto che per l'Europa è soprattutto più orientato all'import rispetto che all'export. La bilancia commerciale dell'Unione Europea con la Cina, infatti, nel 2023 era in negativo di circa 250 miliardi di euro, un divario che si è ampliato negli ultimi 10 anni.
Alcuni critici dell'iniziativa sostengono che i paesi contraenti debiti infrastrutturali con la Cina corrano il rischio di incorrere in una "trappola del debito", mettendo a rischio i propri asset strategici in caso di mancato pagamento del debito. A questo proposito viene spesso citato il caso del porto di Hambantota, in Sri Lanka. Uno sguardo più approfondito, tuttavia, non evidenzia un atteggiamento cinese più "predatorio" nei confronti dei propri debitori rispetto ad altre istituzioni di credito, e risulta inoltre che il porto di Hambantota, in Sri Lanka, sia stato regolarmente acquistato da una compagnia cinese, in seguito al fallimento finanziario della joint venture.
Nell'aprile del 2018, 27 su 28 ambasciatori dell'Unione europea in Cina avrebbero firmato un rapporto che critica i metodi della Belt and Road Initiative cinese. Nel frattempo, la Cina ha annunciato una manovra di altri 60 miliardi di dollari per l'Africa, con un nuovo Forum sulla Cooperazione Cina-Africa.
È possibile che la Nuova via della seta abbia anche implicazioni geostrategiche nel caso di un conflitto aperto tra USA e Cina. Infatti, laddove il commercio via nave tra la Cina e i suoi partner commerciali potrebbe essere più facilmente interdetto dalla US Navy in tempo di guerra, a causa della sua soverchiante presenza negli oceani e presso strozzature del commercio internazionale come lo stretto di Malacca, il commercio terrestre via rotaia permetterebbe di mantenere relazioni commerciali con l'Europa, e attraverso l'Eurasia, al riparo dall'influenza militare statunitense.

## Programma Nuova via della seta digitale
Nel 2016 è stato varato il Progetto Nuova via della seta digitale facente capo all'Accademia delle scienze di Pechino, che si propone di monitorare il cambiamento climatico e ambientale, tramite stazioni dedicate posizionate in Asia, Africa e Medio Oriente.

## Criticità
Un'inchiesta del Wall Street Journal, pubblicata il 20 gennaio 2023 (China's Global Mega-Projects Are Falling Apart), è stata incentrata su alcuni investimenti che hanno presentato dei difetti strutturali:
- Centrale idroelettrica Coca Codo Sinclair sul corso del Rio Coca, in Ecuador, nelle vicinanze del vulcano attivo Reventador. Costruita dalla Sinohydro Corporation al costo di 2,7 miliardi di dollari, finanziati per l'85% da China Development Bank, e inaugurata nel 2016 dal presidente Xi Jinping. Da allora, i tecnici ecuadoriani hanno riscontrato oltre 17 000 crepe nelle otto turbine, attribuite a difetti di costruzione e all'acciaio scadente utilizzato. Dal 2021 è in corso un arbitrato internazionale in Cile per le richieste di riparazione dei danni.
 Dal 2020 sono in corso fenomeni di erosione regressiva delle sponde del Rio Coca mentre la cascata di San Rafael è andata distrutta.[22] Secondo alcuni geologi un fenomeno naturale sarebbe stato accelerato dalla diga di Coca Codo Sinclair.
- Centrale idroelettrica di Neelum-Jhelum, in Pakistan, costruita dal consorzio cinese CGGC-CMEC. Inaugurata nel 2018 e chiusa dopo 4 anni, quando i tecnici hanno rilevato crepe in una condotta che trasporta l'acqua attraverso una montagna per azionare una turbina. La chiusura dell'impianto è già costata al governo pakistano circa 44 milioni di dollari al mese in maggiori costi energetici da luglio 2022.
- Centrale idroelettrica di Isimba, sul corso del Nilo, in Uganda, inaugurata nel 2019. Costruita da China International Water & Electric Corp. al costo di 567,7 milioni di dollari e finanziata per 480 milioni di dollari da Export–Import Bank of China. Secondo il gestore della rete elettrica ugandese UEGCL, sono stati riscontrati oltre 500 difetti di costruzione.
- Centrale idroelettrica di Karuma, in Uganda a valle della centrale di Isimbra. Ancora in costruzione dalla Sinohydro Corporation per ripetuti difetti riscontrati dal gestore ugandese UEGCL. Nonostante l'impianto non sia ancora terminato, all'inizio del 2023 il governo ugandese ha dovuto iniziare a rimborsare il finanziamento di 1,44 miliardi di dollari ricevuti dalla Export-Import Bank of China.

La rivista Panorama difesa, pubblicata nel novembre 2019, ha segnalato la possibilità di finalità militari nel progetto della Nuova via della seta. Infatti, per proteggere le infrastrutture di proprietà cinese potrebbero essere impiegate le forze militari, e i porti, per esempio, potrebbero ospitare navi da guerra cinesi. Ciò costituisce una criticità perché l'adesione all'iniziativa della Nuova via della seta non si configura soltanto come la stipulazione di accordi commerciali, ma piuttosto come la partecipazione a un progetto geopolitico con forti valenze strategiche e militari.